# Antigoneia (Chaonia)

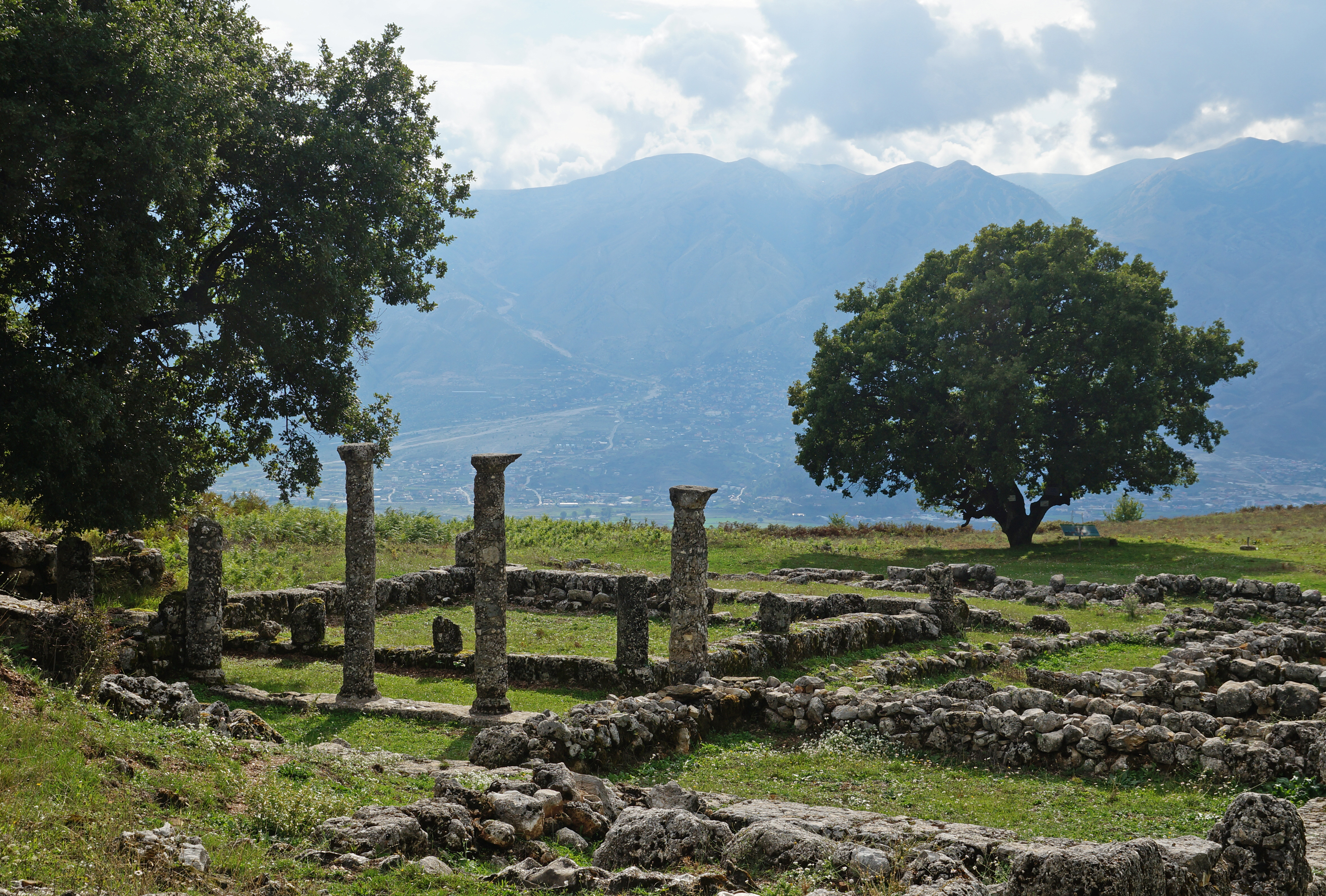
Haus mit Peristyl

Antigoneia (altgriechisch Αντιγόνεια; albanisch Antigoneja oder Antigona) war eine antike Stadt in der epirotischen Landschaft Chaonia und ist jetzt eine archäologische Ausgrabungsstätte im Süden Albaniens. Sie liegt am Abhang des Lunxhëria-Berges beim Dorf Saraqinishta auf rund 600 Metern Höhe hoch über dem Tal des Flusses Drinos und der jenseits des Flusses sich befindenden Stadt Gjirokastra, die etwas mehr als sechs Kilometer Luftlinie entfernt ist.
Der Ort wurde schon von den Illyrern besiedelt, als der epirotische König Pyrrhos (319–272 v. Chr.) die Stadt neu gründete und sie nach seiner Geliebten, Antigone, benannte. Nach der Eroberung durch die Römer im Jahr 167 v. Chr. wurde die Stadt niedergebrannt und nie wiederaufgebaut.
Die historischen Ruinen stehen als archäologischer Park unter dem Schutz der Regierung Albaniens. Zu den ausgegrabenen Ruinen zählen Reste der Akropolis, die vier Kilometer lange Stadtmauer, Gebäude der Agora, Basiliken und einige Wohnhäuser.